# Jaume Subirana
Jaume Subirana Ortín (Barcelona, 1963) es un escritor en catalán y traductor español. Ha publicado prosa y poesía, y artículos y libros sobre Barcelona y la literatura y la cultura catalanas.

## Biografía
En 1988 obtuvo el premio Carles Riba de poesía, el más prestigioso en lengua catalana, por Final de festa, y en 2011 el premio Gabriel Ferrater por Una pedra sura. 
Ha traducido al catalán poesía (Billy Collins, Seamus Heaney, Ted Kooser –con Miquel Àngel Llauger–, Berta Piñán, Gary Snyder o Robert Louis Stevenson –también al castellano junto a Fernando Beltrán–), novela (Fahrenheit 451), ensayo y letras de canciones. También ha preparado ediciones de libros de Narcís Comadira (Cátedra), Josep Carner (Destino/UPF), Marià Manent (Pre-textos) y Miquel Martí i Pol (Edicions 62). 
Ha publicado tres volúmenes de dietario (Suomenlinna, Adrada y Cafarnaüm) así como libros sobre Cataluña y la cultura catalana.
Es profesor de literatura en la Universidad Pompeu Fabra. Fue profesor de la Universidad Abierta de Cataluñaa (UOC), donde puso en marcha junto a Genís Roca el portal Lletra, así como el grupo de investigación IdentiCat sobre lengua, cultura e identidad. Ha sido profesor invitado en distintas universidades internacionales.
Fue director de la Institució de les Lletres Catalanes.

## Obras

### Poesía
- Pel viure extrem (1985)
- Final de festa (1989). Premio Carles Riba 1988
- El rastre de l'animal més lliure (1994). Traducción al castellano: El rastro del animal más libre (2001)
- En altres coses (2002)
- Rapala (2007)
- Una pedra sura (2011). Premio de Poesía de Sant Cugat a la memoria de Gabriel Ferrater
- La hac (2020)
- Rama de agua (Árdora, 2020). Traducción de Jordi Virallonga
- The Silent Letter (Fum d'Estampa Press, 2021). Traducción de Christopher Whyte

### No ficción
- Per a què serveix un escriptor? (1998)
- Suomenlinna (2000). Premio Fundació Enciclopèdia Catalana
- Josep Carner, l'exili del mite (1945-1970) (2000). Premio Ferran Soldevila de biografías y memorias
- Tota la veritat sobre els catalans (2001)
- Adrada (2005)
- BarcelonABC. Alfabet d'una ciutat / A City Alphabet (Ajuntament de Barcelona, 2013)
- La catalana lletra. Una dècada de societat literària observada (2016)[7]
- Cafarnaüm (2017). Premio de ensayo Mancomunitat de la Ribera Alta[8]
- Construir con palabras. Escritores, literatura e identidad en Cataluña, 1859-2019 (Cátedra, 2018)